# داريونو
داريونو (بالإندونيسية: Daryono)‏ (5 مارس 1994 بإندونيسيا - 9 نوفمبر 2020) هو لاعب كرة قدم إندونيسي في مركز حراسة المرمى. لعب مع برسيجا جاكارتا.

## روابط خارجية
- داريونو على موقع قاعدة بيانات كرة القدم.إي يو (الإنجليزية)
- داريونو على موقع Soccerway.com (الإنجليزية)